# Mont-de-l’Enclus
Mont-de-l’Enclus ist eine Gemeinde in der Provinz Hennegau im wallonischen Teil Belgiens.
Die Gemeinde besteht aus den Ortschaften Amougies, Anserœul, Orroir und Russeignies.

## Weblinks

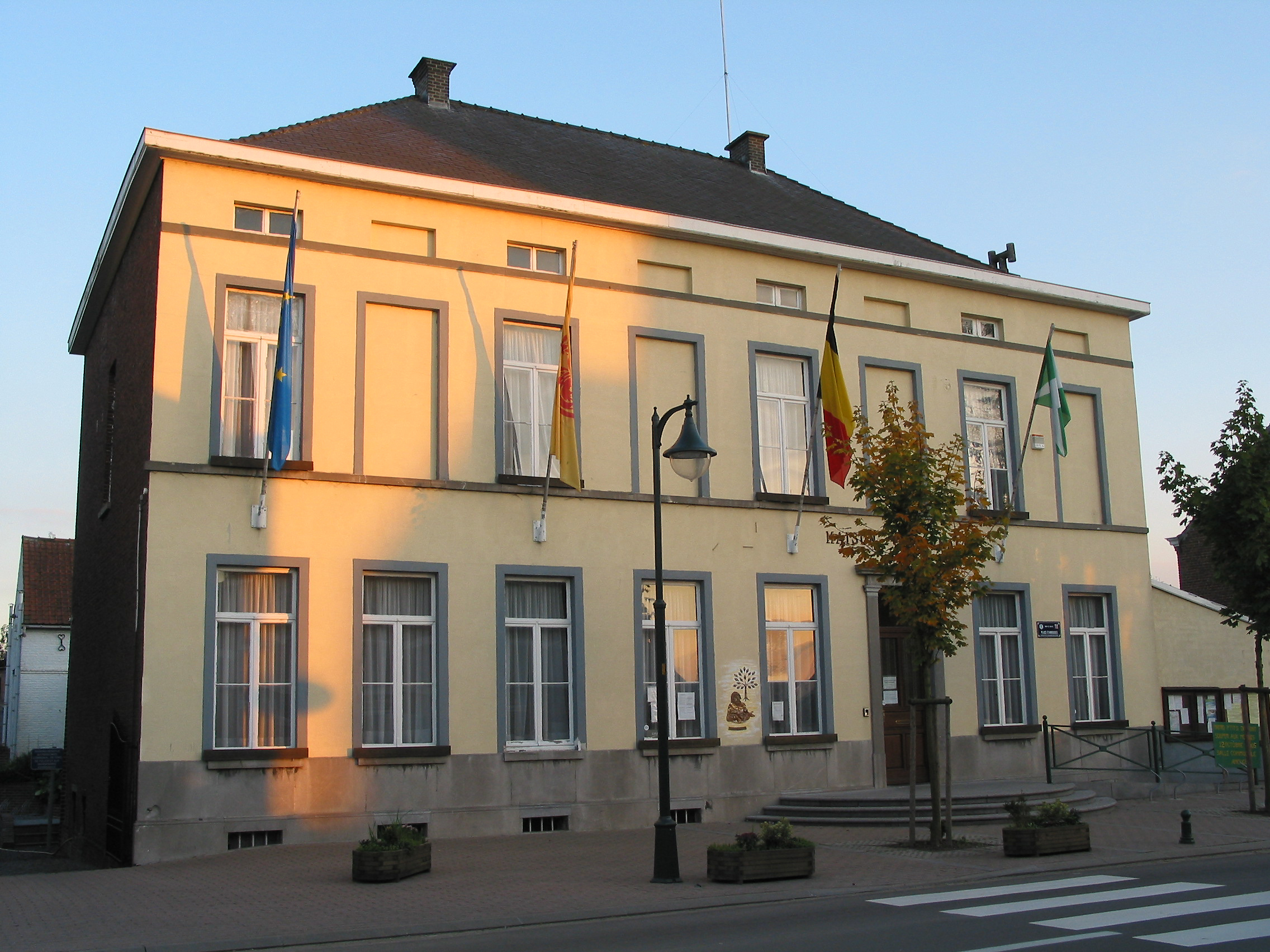
Rathaus von Mont-de-l’Enclus